# Коскин
Коскин (исп. Río Cosquín) — небольшая река в провинции Кордова, Аргентина. Протекает по территории долины Пунилья, входит в состав водосборного бассейна реки Рио-Примеро. Площадь водосбора реки — 840 км². Расход воды в устье — 5,5 м³/с.
Берёт начало в 3 км севернее города Коскин, при слиянии рек Сан-Франсиско и Юспе. Впадает в водохранилище Сан-Роке. Имеет несколько небольших притоков.
На реке расположены населённые пункты Коскин (62 км от столицы Кордовы), Вилла Бустос, Санта-Мария-де-Пунилья, Вилла Каэйро и Биалет-Массе.

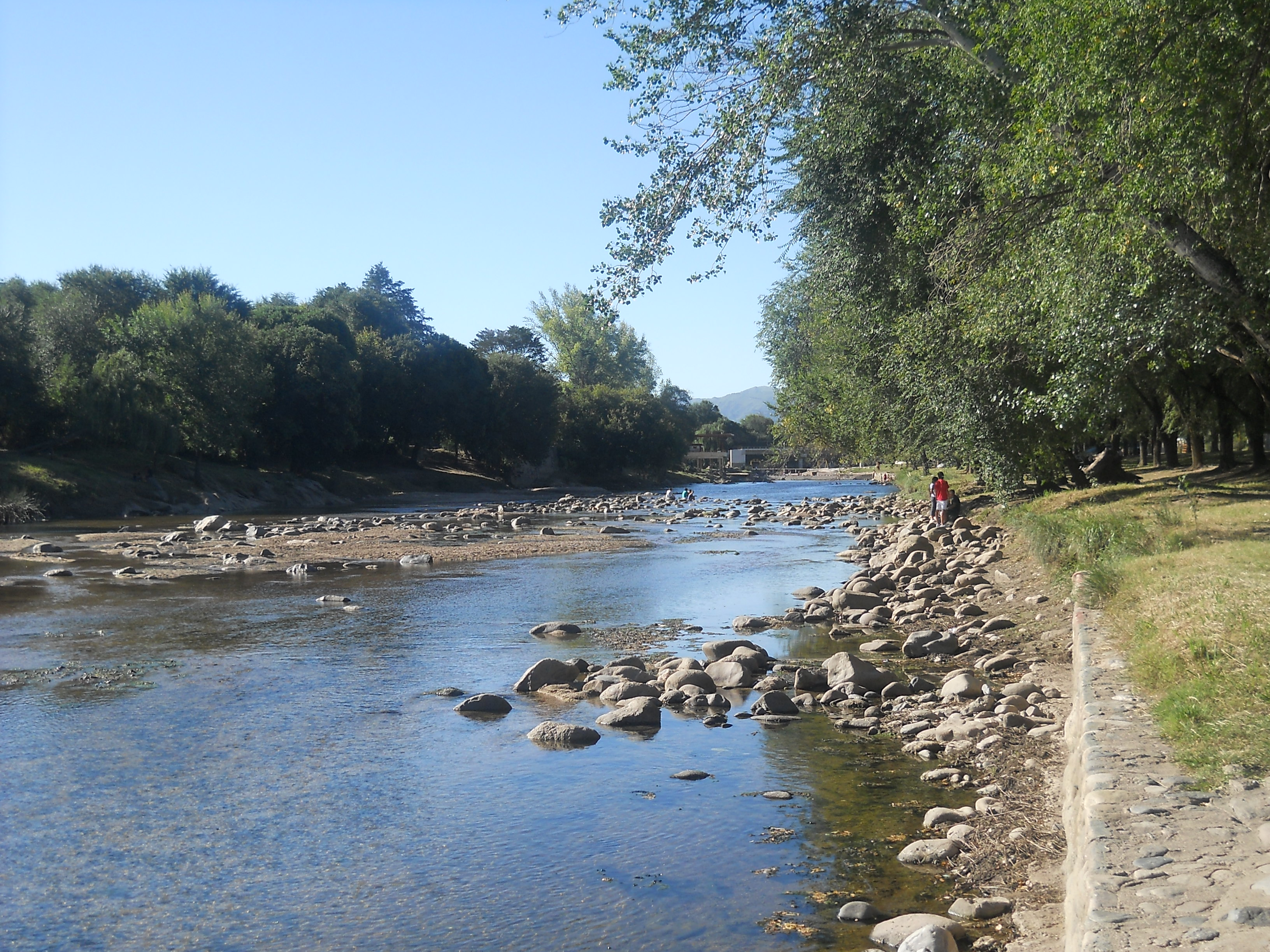
После сезона дождей поток значительно уменьшается

В реке обитает 11 видов рыб, из которых преобладают Bryconamericus iheringi, Rineloricaria catamarcensis, Hypostomus cordovae, Jenynsia multidentata и Cnesterodon decenmaculatus.
При изучении качества вод реки было установлено, что загрязнение осуществляется как по антропогенным, так и по естественным причинам. Вторые оказывают заметное влияние летом, в период максимума осадков.
Долина реки является популярным туристическим местом.
Эта река служила источником вдохновения для ряда поэтов и певцов аргентинского фольклора. Одна из самых известных музыкальных тем, которые отсылают к этой реке, — это исполняемая известным певцом, поэтом и песенником Эрнаном Фигероа Рейесом песня под названием Zamba del cantor enamorado, в которой рассказывается о чувствах, которые испытывает гитарист на берегах этой реки в январе, когда река просыпается. Вероятно, аналогия относится к тому, что в этом месяце проходит 9-дневный Национальный фольклорный фестиваль.